# Entodontopsis panamensis
Entodontopsis panamensis là một loài Rêu trong họ Stereophyllaceae. Loài này được (E.B. Bartram) W.R. Buck & Ireland mô tả khoa học đầu tiên năm 1985.